# Serral d'en Salat
Serral d'en Salat este o arie protejată (arie specială de conservare — SAC, sit de importanță comunitară — SCI) din Spania întinsă pe o suprafață de 104,78 ha, integral pe uscat.

## Localizare
Centrul sitului Serral d'en Salat este situat la coordonatele 39°35′31″N 2°21′23″E / 39.5919°N 2.3563°E.

## Înființare
Situl Serral d'en Salat a fost declarat sit de importanță comunitară în aprilie 2004 pentru a proteja 3 specii de animale. Situl a fost protejat și ca arie specială de conservare în mai 2015.

## Biodiversitate
Situată în ecoregiunea mediteraneană, aria protejată conține 3 habitate naturale: Tufărișuri termo-mediteraneene și de pre-deșert, Pante stâncoase calcaroase cu vegetație casmofită, Păduri de Olea și Ceratonia.
La baza desemnării sitului se află mai multe specii protejate:
- păsări (2): Galerida theklae, Sylvia sarda
- nevertebrate (1): croitorul mare al stejarului (Cerambyx cerdo)

Pe lângă speciile protejate, pe teritoriul sitului au mai fost identificate 17 specii de plante.